# Theodechilde

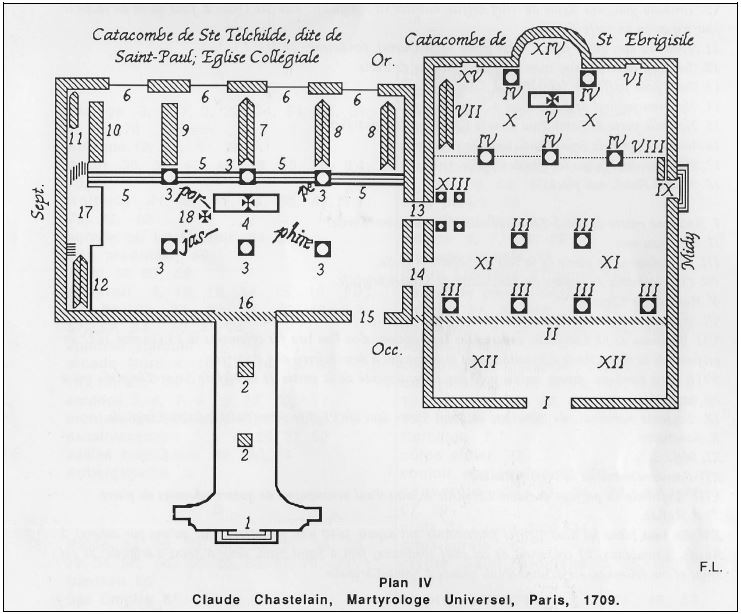
Karte der Krypta von Notre-Dame Jouarre mit dem Grab Theodechildes

Theodehilde (auch Telchilde; * unbekannt; † um 667 in Jouarre) war eine fränkische Adlige und Äbtissin in der Abtei Jouarre. Sie wird als Heilige verehrt, ihr Tag ist der 10. Oktober.
Theodechilde war die Tochter eines neustrischen Adligen Betto und die Schwester des Pariser Bischofs Agilbert, ebenso die Cousine des hl. Ouen. Sie trat in das Kloster Faremoutiers bei Paris ein, das der Ire Columban gegründet hatte. Dort galt die Mischregel zwischen der Regula Benedicti und irischen, teilweise asketischeren Eigenarten (was nicht den Zölibat betraf). Die irischen Klöster unterstanden keinen Bischöfen, sondern ernannten eher umgekehrt diese. Viele Mönche waren Wandermönche. Es betraf auch den Ostertermin und liturgische Fragen. Die 4. Synode von Mâcon 627 hat noch die Columbansregel unterstützt, doch das Konzil von Autun um 670 schwenkte um auf die Benediktsregel, die den Bischöfen in den Städten mehr Einfluss gab.
Bischof Burgundofaro von Meaux wollte die Abtei Notre-Dame de Jouarre, die Bischof Ado und Faro um 630 gegründet hatten, zu einem Doppelkloster erweitern und bat vor 656 seine Schwester, die Äbtissin Burgundofara von Faremoutiers, Theodechilde dafür freizugeben. Das Kloster blühte auf und konnte auf Bitten der Königin Bathilde die Nonne Bertilla aussenden, um die Klöster Chelles ca. 660 und Soissons ca. 667 zu gründen.  
Benedict Biscop, Gründer des englischen Klosters Monkwearmouth-Jarrow, besuchte Jouarre, Chelles und Faremoutiers zwischen 666 und 668.
Theodechilde starb 667 und wurde in der merowingischen Krypta von Jouarre  mit wieder verwendeten römischen Kapitellen in einem kunstvollen Sarkophag begraben. Die einzige Inschrift in der ganzen Krypta beginnt: Hoc membra post ultima teguntur fata sepulchro beatae ..." (In diesem Grab werden nach dem letzten Schicksal bedeckt die Glieder der glücklichen ...) Daneben liegen noch ihr Bruder Agilbert und ihre Cousine Agilberte, die ihr als Äbtissin nachfolgte.
Theodechildes Sarkophag wurde 1627 unter den Augen der Maria von Medici geöffnet. Der Leichnam war intakt und als Nonne angezogen, „in eine Art Mantel aus golddurchwirkten Stoff gekleidet, von dem nurmehr die Goldfäden und eine ebenso goldene Agraffe übriggeblieben waren“.

## Einzelbelege
1. ↑  Brenda: Celts to the Creche: Abbess Theodechilde of Jouarre. Abgerufen am 31. Januar 2022 (amerikanisches Englisch).
2. ↑  Telchilde de Montessus: Sainte Telchilde, première abbesse de l'abbaye Notre-Dame de Jouarre. In: Bulletin de la Société d'Histoire et d'Art du Diocèse de Meaux. 1970, S. 11–36 (regesta-imperii.de).
3. ↑  Telchilde de Montessus, Gilbert-Robert Delahaye: Sur un couvercle de sarcophage mérovingien conservé dans les cryptes de Jouarre. In: Revue d'histoire et d'art de la Brie et du Pays de Meaux. 1986, S. 37–44 (regesta-imperii.de [abgerufen am 31. Januar 2022]).
4. ↑  Pierre Gillon, Claude de Mecquenem: Jouarre. Les « cryptes de Jouarre ». In: Cryptes médiévales et culte des saints en Île-de-France et en Picardie. Presses universitaires du Septentrion, 2019, S. 142–158.
5. ↑  Ariès, Philippe: Studien zur Geschichte des Todes im Abendland. Hanser, 1980, S. 269 f.
6. ↑  Yvan Christ: Les cryptes mérovingiennes de l'abbaye de Jouarre. In: Éditions d'histoire et d'art. 1966.

| Personendaten    | Personendaten                            |
| ---------------- | ---------------------------------------- |
| NAME             | Theodechilde                             |
| ALTERNATIVNAMEN  | Telhilde; Telchilde                      |
| KURZBESCHREIBUNG | fränkische Äbtissin und Klostergründerin |
| GEBURTSDATUM     | 6. Jahrhundert oder 7. Jahrhundert       |
| STERBEDATUM      | um 667                                   |
| STERBEORT        | Abtei Notre-Dame de Jouarre              |